# Saint-Pierre-d'Alvey
Saint-Pierre-d'Alvey è un comune francese di 281 abitanti situato nel dipartimento della Savoia della regione dell'Alvernia-Rodano-Alpi.

## Società

### Evoluzione demografica
Abitanti censiti